# Ubiratã
Ubiratã är en kommun i Brasilien.   Den ligger i delstaten Paraná, i den södra delen av landet, 1 100 km sydväst om huvudstaden Brasília. Antalet invånare är 21 562.
Trakten runt Ubiratã består till största delen av jordbruksmark. Runt Ubiratã är det ganska glesbefolkat, med 40 invånare per kvadratkilometer.